# Plesiorobius sibiricus
Plesiorobius sibiricus là một loài côn trùng trong họ Berothidae thuộc bộ Neuroptera. Loài này được Makarkin miêu tả năm 1994.